# Paul Bouré
Pour les articles homonymes, voir Bouré.
Paul Bouré ou Paul-Joseph Bouré, né le 2 juillet 1823 et décédé le 17 décembre 1848, est un sculpteur belge. Promis à un brillant avenir, il meurt précocement à l'âge de vingt-cinq ans.

## Biographie
Paul-Joseph Bouré est né le 2 juillet 1823. Il est le fils de Jean-Guillaume Bouré, marchand, et d'Adelaïde Mousson. Il est le frère aîné d'Antoine Félix Bouré, sculpteur.
Élève de Louis-Eugène Simonis et de Guillaume Geefs, il se perfectionne ensuite à Florence dans l'atelier d'Aristodemo Costoli. Il y remporte un premier prix de composition en bas-relief au concours de l'Académie Saint-Luc de Florence.

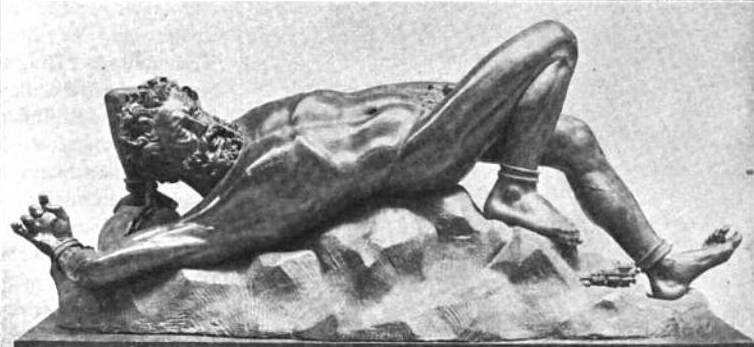
Prométhée enchaîné sur le mont Caucase, par Paul Bouré, 1845.

Au Salon de Bruxelles de 1845, où il a envoyé Un jeune Faune couché, Un Amour et Prométhée exposé sur le Caucase à être dévoré par les vautours, Paul Bouré obtient une médaille de vermeil.